# Teatro Colón
A Teatro Colón világhírű operaház Buenos Airesben, Argentína fővárosában. Akusztikájának és építészeti kialakításának köszönhetően a világ egyik legjobb operaházaként tartják számon. A Colón kezdettől a legnevesebb művészek által tisztelt színház volt – Luciano Pavarottitól és Maria Callastól kezdve Nyizsinszkijig és Nurejevig. A Teatro Colón épülete ad otthont az opera 1925-ben alakult zenekarának, kórusának és balettegyüttesének, valamint a Buenos Aires-i Filharmonikus Zenekarnak. A Colón nem repertoárszínház, hanem szezon- vagy stagione-színház, azaz évadonként megújítja műsorát.
A mai Teatro Colón elődje 1856–1857-ben épült egy másik helyen (a Plaza de Mayón), az új színházat 1908-ban avatták fel, közel húsz évig tartó építkezés után. 1989-ben nemzeti műemlékké nyilvánították. A színházépület 2001 és 2010 között alapos felújítási és modernizációs folyamaton ment keresztül, amely során visszakapta eredeti fényét, anélkül, hogy a terem féltett akusztikája, vagy az eredeti építészeti kialakítás megváltozott volna. A színházat 2010. május 24-én nyitották meg újra, Argentína bicentenáriumi ünnepségsorozatának részeként.
Az operaház Kolumbusz Kristóf spanyol névalakjáról (Cristóbal Colón) kapta a nevét. A spanyol nyelvterületen több Teatro Colón nevű operaház is van: Bogotában (Kolumbia), La Coruñában (Spanyolország) és Limában (Peru), ezen felül pedig volt Guatemalavárosban (Carrera Theater néven is, már lebontották), illetve Barranquillában (Kolumbia), de ez filmszínház. Gyakorlatilag azonban – mintegy közmegegyezés alapján – jelző nélküli Teatro Colónként a Buenos Aires-i operaházat ismerik el.

## Története

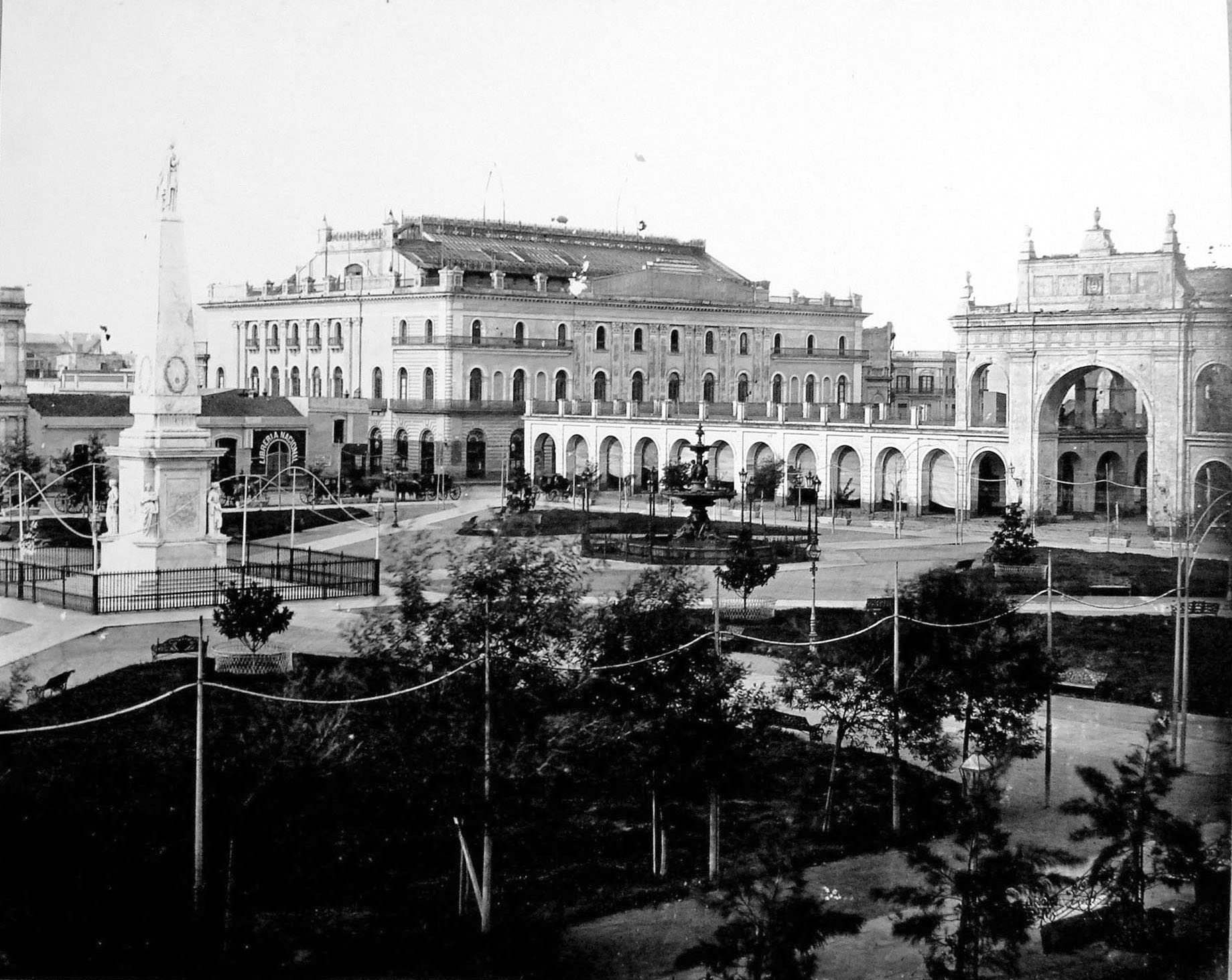
Az első Teatro Colón

Az első Teatro Colón Buenos Airesben, a Plaza de Mayón épült fel Charles Henri Pellegrini tervei alapján. A nézőtér 2500 nézőt tudott befogadni, színpada az addig épített legnagyobb volt, és ez volt Argentínában az első vasszerkezetes középület, és az első, amelyben gázvilágítást használtak. Az építkezés 1856-ban kezdődött, és 1857. április 25-én már fel is avatták Verdi Traviata című operájával. Az első Colón 1888. szeptember 13-áig működött, akkor bezárta kapuit, épületét a Banco de la Nación Argentina nevű kereskedelmi bank vette meg 950 000 pesóért, és az összeget az új színház felépítésére fordították. Az új színház felépüléséig a társulat a Teatro Operában játszott.
Az új színház felépítéséről szóló 2381-es törvényt 1888-ban fogadták el. A kiírt nyilvános tervpályázatra hárman neveztek be, Camilo Bonetti, José Astigueta és Angel Ferrari. A versenyt közülük Angel Ferrari építész nyerte meg, aki az olasz Francisco Tamburini mérnököt nevezte ki a projekt felelősévé. A színház alapkövét 1892. május 25-én tették le, és a kivitelezésre 30 hónapot szántak. Az építkezést azonban számos különböző esemény hátráltatta: 1891-ben, még a tényleges építkezés megkezdése előtt váratlanul meghalt Tamburini, majd a helyettesét, a szintén olasz Vittorio Meano mérnököt 1904-ben meggyilkolták. Az építkezést ezután a belga Julio Dormal vitte tovább, de a munkát folyamatos anyagi nehézségek késleltették. Végül a színházat 1908. május 25-én avatták fel, húsz évvel a törvény elfogadása után. A házat olasz társulat előadása nyitotta meg, Verdi Aidájaval, Luigi Mancinelli rendezésében, Lucía Crestani, María Verger, Amadeo Bassi, Vittorio Arimondi, Giuseppe Bellantoni és Berardo Berardi szereplésével.
A színház az előadások színpadra állításához saját kivitelezőműhelyekkel rendelkezik az alagsorokban (három szint az utcaszint alatt). 1938-ban megépítették az Arturo Toscanini utca alatti alagsori részt, ahol a lakatos-, a díszlet-, a kárpitos- és a szobrászműhelyt, a kelléktárat, a varrodát, a cipészetet, a fényképészetet, a sminkelőt és a fodrászatot helyezték el, és megépítették a műhelyeket összekötő alagutat is. 1968 és 1972 között Mario Roberto Álvarez építész tervei szerint a tér és a Cerrito utca alatt tovább bővítették az alagsori hálózatot. A színpadi gyártás és a kellékkészítés műhelyei mellett itt helyezték el a próbatermeket, az adminisztratív irodákat és a személyzet étkezőjét. A következő lépésben elkészítették a világítástechnika és az elektromechanikus speciális effektusok részlegét, valamint az audio-videó műhelyt.
A felavatása óta eltelt közel száz év alatt az épület, a technika, a belső és a külső komoly állagromlást szenvedett. Bár közben végeztek bizonyos korszerűsítéseket, a 2000-es évekre teljes helyreállításra volt szükség. A munkálatok 2006-ban kezdődtek, amit 2010-re fejeztek be, amibe Buenos Aires városa 340 millió dollárt fektetett be. A mintegy 60 000 m²-es területen 1500 ember dolgozott. A helyreállítás során rendkívül aprólékos munkát végeztek, arra törekedtek, hogy az épület a lehető legjobban hasonlítson az 1908-ban felavatottra. Ezért mindenhez az eredetihez leginkább hasonló anyagokat használtak. Mindemellett a technikát jelentősen megújították, légkondicionálót és tűzoltó berendezést is beépítettek. A legnagyobb aggodalmat az akusztika okozta, de az átalakítás után részletes vizsgálatokkal bizonyították, hogy a terem hangzási viszonyai változatlanul kiválóak maradtak. „A Colón akusztikája sértetlen” – jelentette ki Rafael Sánchez Quintana mérnök, világhírű hangspecialista.
A színházat 2010. május 24-én, az argentin függetlenség kikiáltásának 200. évfordulóján nyitották meg. „A Colón teljes pompájában nyílik meg újra” – mondta megnyitó beszédében Mauricio Macri, Buenos Aires polgármestere, és az operaházat „az ország kulturális ikonjának” nevezte. Az ünnepséget mintegy 2700 főnyi néző tekintette meg, köztük Uruguay, Venezuela, Chile, Ecuador, Bolívia, Paraguay és Brazília elnöke, de Argentína akkori államfője, Cristina Kirchner távol maradt, hogy elkerülje a nem kívánt politikai megnyilvánulásokat. A nyitóünnepséget több ezren kísérték figyelemmel a színház előtt elhelyezett óriáskivetítőn is. A műsorban többek között Puccini Bohémélet című operájának második felvonása és Csajkovszkij A hattyúk tava című balettjének részletei szerepeltek.
A Teatro Colón Argentína legismertebb operaházai közé tartozik és Buenos Aires ikonikus épülete is egyben, mely a világ egyik legnagyobb és legmodernebben felszerelt operaszentélyei közé tartozik.

## Jellemzői

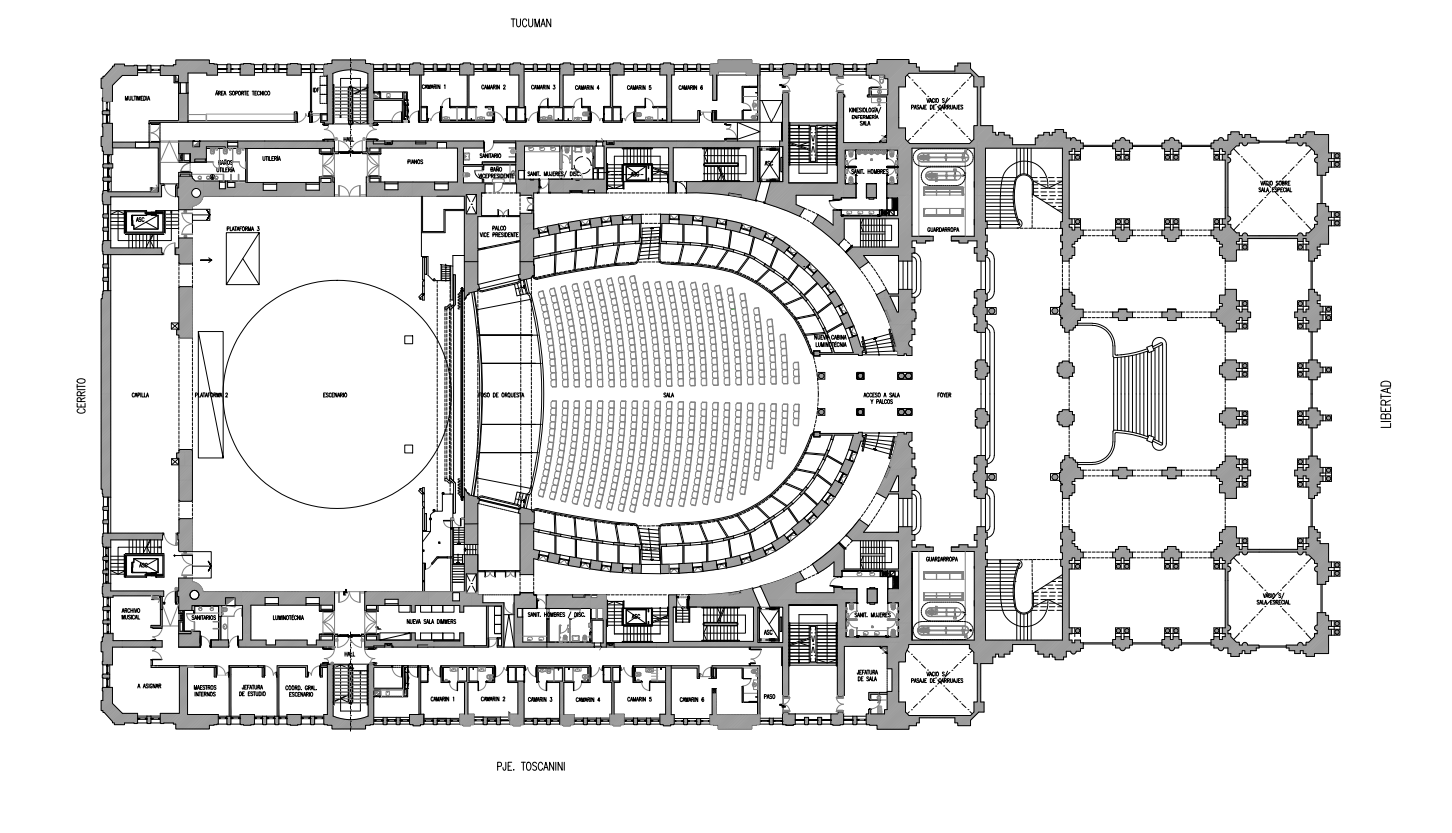
A színház első szintjének alaprajza

A színház Buenos Airesben a 9 de Julio sugárút (Cerrito utca), a Libertad utca (itt van a főbejárat), az Arturo Toscanini utca és a Tucumán utca által határolt területen, a város szívében áll. Az épület megjelenésében keverednek az olasz reneszánsz, a görög klasszikus és a könnyed francia stíluselemek, a részletek kidolgozása gondos és pontos. Neoreneszánsz főhomlokzata hatalmas, uralja a színház előtti térséget. Belső terét márvány lépcsőfeljárók, klasszicista oszlopok és szobrok díszítik, a boltívek aranylemezekkel vannak bevonva. A nézők számára 2487 bársonnyal bevont ülőhelyet – ebből 632 a földszinten van – és 1000 állóhelyet alakítottak ki. A páholyokat és karzatokat három-három szinten alakították ki, amitől a látvány valóban grandiózus. A nézőtéri kupola freskóját Raul Soldi argentin festő készítette, a kupolát ezen felül a közepéről lelógó hatalmas, 7 méter átmérőjű, 750 izzót tartalmazó kristálycsillár is díszíti. A színpad hatalmas, 35,5 méter széles, 34,5 méter mély és 48 méter magas, egy 20,3 méter átmérőjű forgószínpaddal. 1987 és 1989 között a gépeket és a színpadi berendezéseket és az ügyeletet számítógépes rendszerekkel újították meg. A függöny tűzálló bársonyból készült, Guillermo Kuitca és Julieta Ascar művészek tervei alapján. A zenekari árokban 120 zenész foglalhat helyet.
A színházba a Libertad utcáról belépve helyezkedik el a méretes előcsarnok, veronai vörös márványoszlopokkal, ólomüveg ablakkal, amelyet a felső emeleten lévő többihez hasonlóan a párizsi Gaudin cég készített. A csarnokba vezető lépcső carrarai márványból készült, és két oroszlánfej díszíti. Az Aranyterem egy vörös és arany díszítésű koncertterem, amely az 1900-as éveket idézi, nevét gazdag aranydíszítéséről kapta. Kamarakoncerteket, előadásokat, meghallgatásokat és mesterkurzusokat tartanak benne. A Mellszobrok csarnoka a páholyok előtti társalgórészben helyezkedik el, és az ajtók fölött elhelyezett zeneszerző-szobrokról (Verdi, Mozart, Beethoven, Liszt, Wagner, Rossini, Bizet, Gounod) nevezték el. A nézőtér alaprajza patkó alakú, ami lehetővé teszi, hogy a hang elérje a nézőtér minden pontját, ilyenformán nincsenek benne akusztikailag holt terek. A kiváló akusztika további fontos elemei a teremben felhasznált anyagok: az első három szinten puha, hangelnyelő anyagokat, szöveteket és fákat használtak, míg a felső szinteken éppen ellenkezőleg, kemény anyagokat, például márványt és bronzot, a szükséges visszhang generálására.
Az operaház a Buenos Aires-i Filharmonikus Zenekarnak, az opera zenekarának, kórusának és balett-társulatának ad helyet. Saját színházi műhelyekkel rendelkezik, ahol a díszleteket, a jelmezeket és más kellékeket készítik. A színpad alatt három emelet mélységben próbatermek, jelmeztár és műhelyek helyezkednek el. A Teatro Colonban 1960 óta komplex művészeti iskola működik (Instituto Superior de Arte del Teatro Colón), ahol operai, zenekari, kamarazenekari, tánc és koreográfiai, valamint kísérleti művészeti képzés folyik, de foglalkoznak még a smink- és a parókakészítés oktatásával is.

## Művészek

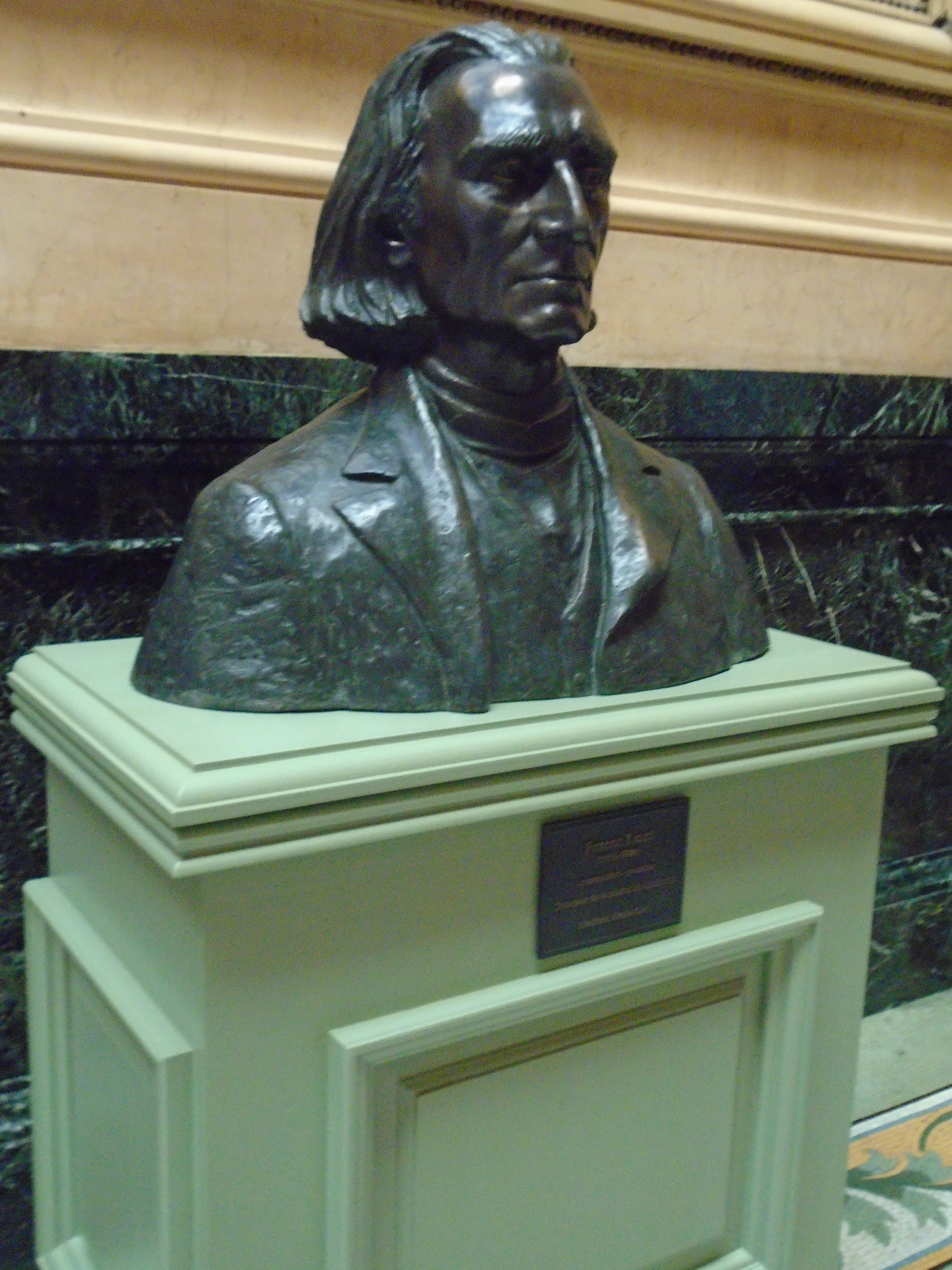
Liszt Ferenc szobra a színházban, Gerő Katalin alkotása

A művészek hamar megszerették a Colónt, az 1908-as megnyitás óta a világ legnevesebb karmesterei, énekesei, táncosai és zenekarai szerepeltek az opera- és balettelőadásokon, illetve a koncerteken. Olyan zeneszerzők és karmesterek léptek fel – többek között –, mint Richard Strauss, Arthur Honegger, Igor Stravinsky, Paul Hindemith, Astor Piazzolla, Camille Saint-Saëns, Manuel de Falla, Aaron Copland, Krzysztof Penderecki, Arturo Toscanini, Erich Kleiber, Fritz Busch, Ernest Ansermet, Wilhelm Furtwängler, Herbert von Karajan, Leonard Bernstein, Karl Böhm, Lorin Maazel, Zubin Mehta, Riccardo Muti, Kurt Masur, Riccardo Chailly, Simon Rattle, Claudio Abbado, Daniel Barenboim, Jonathan Nott, Tugan Szohijev és Fischer Iván.
A számos énekes sztár között megemlítendő a tenor Enrico Caruso, Beniamino Gigli, Mario Del Monaco, Plácido Domingo, José Carreras, Luciano Pavarotti és Juan Diego Flórez, a szopránok között Maria Callas, Renata Tebaldi, Kirsten Flagstad, Victoria de los Ángeles, Joan Sutherland, Montserrat Caballé, Marton Éva, Kiri Te Kanawa, Mirella Freni és Renée Fleming, a mezzoszoprán Marilyn Horne, Teresa Berganza, Christa Ludwig és Cecilia Bartoli, a baritonok között Titta Ruffo, Leonard Warren, Hans Hotter, Hermann Prey, Sherrill Milnes, José van Dam, valamint a basszusok között Fjodor Saljapin, Boris Christoff, Samuel Ramey és José Cura. A Teatro Colónban szereplő táncosok között van Anna Pavlova, Vaclav Nyizsinszkij, Rudolf Nurejev, Alicia Alonso, Maja Pliszeckaja, Margot Fonteyn, Antonio Gades.
A világ vezető zenekarai is felléptek a színházban, mint például a Bécsi Filharmonikusok, a Philadelphiai Szimfonikusok, a New York-i Filharmonikusok, a Berlini Filharmonikusok, a Londoni Filharmonikusok és a Budapesti Fesztiválzenekar. Olyan kiváló hangszeres szólisták szerepeltek a ház színpadán, mint Martha Argerich, Alfred Brendel, Paco de Lucía, Friedrich Gulda, Gidon Kremer, David Ojsztrah, Narciso Yepes, Ichák Perlman, Midori, Yo-Yo Ma, Pinchas Zukerman, Msztyiszlav Rosztropovics és Mischa Maisky.